# 角指

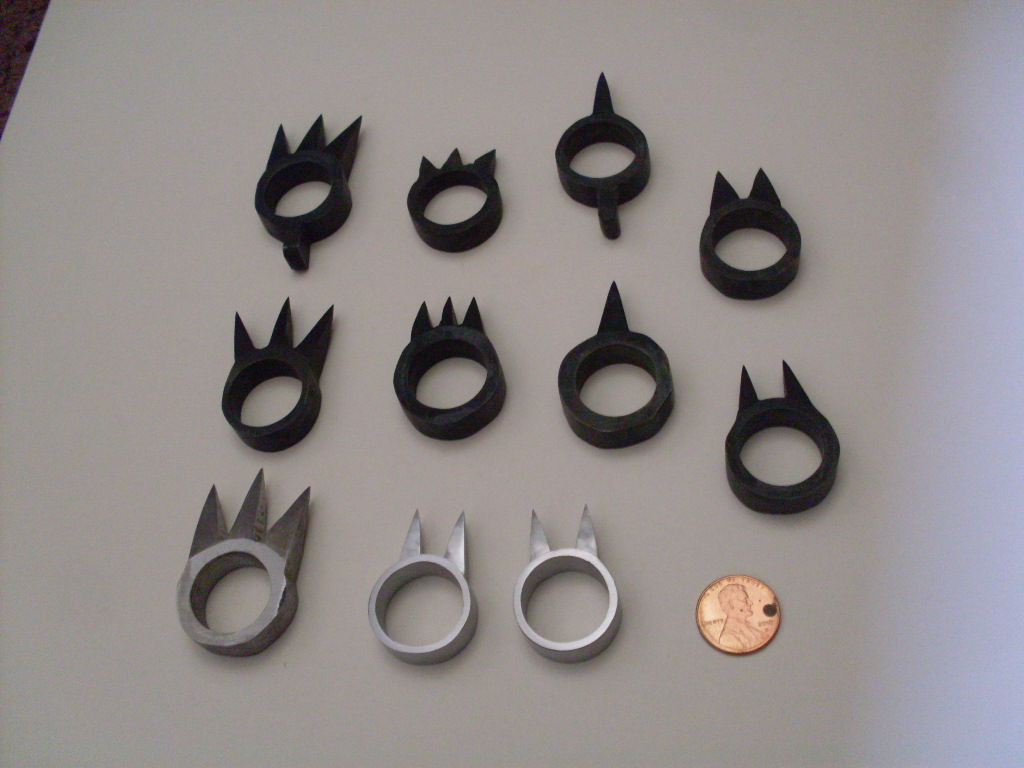
角指または角手

角指（かくし）は、日本の暗器の一種。トゲが生えた指輪である。角手（かくて）、万力（まんりき）ともいう。制剛流では角珠（かくしゅ）という。万力とは敵の腕を軽く握ることで万人力の効果が得られることから。角手は手に角が出ていることから、角珠は隠しが訛ったものから名づけられた。主に忍者が暗殺用に使用している他、捕り物としても使用された。使い方としては、突起針（角）を手の内側に向け、指輪のように装着し、刃で敵の顔面、首、手首、腕、足首などを強く握ると針が肉に食い込んで、敵の動きを封じることができ、平行に2、3筋の傷がつくことで一方の傷をふさぐと他の傷口が開くため、ダメージが大きい。特に体の小さい女性には護身用として好まれた。捕り物では、相手の両手首をつかみ角をくいこませ、相手が痛みでひるんでいる隙に捕縛する。
種類としては角が1鋲、2鋲、3鋲、4鋲、5鋲、6鋲のものがある。環のサイズは固定式のものとフリーサイズがある。天下無双流では1鋲のものを千力、2鋲のものを千人力と呼んだ。